# Janusz Powolny
Janusz Powolny (ur. 1964 w Warszawie) – polski dyrygent i działacz muzyczny. Dyrektor Filharmonii Opolskiej (1995–1999). Członek jury międzynarodowych konkursów muzycznych. Uczeń prof. Ryszarda Dudka.
Współpracował z wieloma polskimi orkiestrami (m.in. z NOSPR-em i z Sinfonia Varsovia) oraz zespołami zagranicznymi z kilkunastu europejskich państw (m.in. z Niemiec, Szwajcarii, Wielkiej Brytanii i Rosji), a także z zespołami z Egiptu, Kanady czy Korei. Występował na licznych festiwalach w Polsce m.in. Wratislavia Cantans czy Gaude Mater oraz za granicą.

## Życiorys
Urodził się w 1964 w Warszawie w rodzinie inżyniera Leona Jana Powolnego (zm. ok. 1984) i lekarki ppłk Stefanii Szantyr-Powolnej (ur. 1924). Wnuk farmaceuty hrabiego Bolesława Ursyn-Szantyra (zm. 1945) i urzędniczki Emilii z Ostrowskich. Miał dwoje rodzeństwa: starszą siostrę zmarłą w dzieciństwie i Renatę Powolny-Laitakari (germanistkę; mieszka w Finlandii).

### Nauka
Absolwent Konserwatorium Muzycznego w Bernie w Szwajcarii (fortepian) oraz Szkoły Muzycznej im. Józefa Elsnera w Warszawie (z wyróżnieniem). Studiował dyrygenturę w Akademii Muzycznej im. Fryderyka Chopina w Warszawie (dyplom u prof. Ryszarda Dudka). Był studentem w Mozarteum w Salzburgu oraz jako stypendysta rządu francuskiego w École Normale de Musique w Paryżu, gdzie zdobył tamtejszy dyplom. Uczył się również w Hochschule für Musik w Monachium oraz w Wiedniu. Ukończył także kursy menedżerskie z zarządzania kulturą. Jest też absolwentem Instytutu Lingwistyki Stosowanej Uniwersytetu Warszawskiego.

### Kariera
Dyrektor festiwalu Światowe Dni Muzyki Warszawa’92 (nominowanego w kategorii „Najlepszy Festiwal Roku 1992 na Świecie” do nagrody The Classical Music Award) w latach 1990–1992. Od 1992 jest dyrektorem oddziału warszawskiego Impresariatu „Ars Vitae”. Drugi dyrygent w Filharmonii Łódzkiej im. Artura Rubinsteina (1993). Od 1994 jest dyrektorem Agencji Artystycznej JP, w której pracuje nad realizację projektów artystycznych z czołowymi polskimi i zagranicznymi solistami i orkiestrami np. z Gwendolyn Bradley. W 1995 został dyrektorem artystycznym i naczelnym w Filharmonii Opolskiej, a także we własnej Opolskiej Orkiestrze Kameralnej (1995–1999). Od 2000 jest dyrektorem Orkiestry Kameralnej „Sinfonietta Polonia”.

## Osiągnięcia[1]
- finalista Międzynarodowego Konkursu Dyrygenckiego im. Ernesta Ansermeta w Genewie (1994)
- laureat konkursu dla dyrygentów w Paryżu (1995)
- Złota płyta - płyta live z muzyką filmową Henryka Kuźniaka (wraz z Polską Orkiestrą Radiową)